# Galium xylorrhizum
Galium xylorrhizum là một loài thực vật có hoa trong họ Thiến thảo. Loài này được Boiss. & A.Huet mô tả khoa học đầu tiên năm 1856.